# 維奧雷爾·摩杜雲
維奧雷爾·迪努·摩杜雲（羅馬尼亞語：Viorel Dinu Moldovan，1972年8月8日—），簡稱維奧雷爾·摩杜雲（羅馬尼亞語：Viorel Moldovan），出生在比斯特里察，是一名羅馬尼亞足球領隊及前足球員，司職前鋒。他是1990年代羅馬尼亞的關鍵球員之一。

## 生平
摩杜雲先後效力過比斯特里察哥利亞、布加勒斯特戴拿模、納沙泰爾、草蜢、高雲地利、費倫巴治、南特、艾華達、塞維特、添美索亞拿和布格勒斯特迅速。
他足球生涯最成功的莫過於在1996年至1998年在瑞士效力球會納沙泰爾和草蜢，他在1996和1997年連續兩年成為瑞超神射手。他在1998年至2000年效力費倫巴治和在2000年至2004年間效力南特時亦使人難忘。2001年，他作為一名決定性球員，協助南特奪得法甲冠軍。他被外借至英格蘭球會高雲地利期間，他在足總盃對阿士東維拉的賽事中射入1球，及在聯賽對水晶宮的賽事中射入1球。

## 國際賽
摩杜雲代表羅馬尼亞上陣70場賽事並攻入25球。他代表羅馬尼亞隊參與了1994年世界盃、1996年歐洲國家盃、在1998年世界盃首回合分別對英格蘭和突尼西亞的賽事中取得入球和2000年歐洲國家盃。

## 國際賽入球
| #  | 日期           | 地點                                   | 對手       | 入球 | 賽果 | 性質                   |
| -- | -------------- | -------------------------------------- | ---------- | ---- | ---- | ---------------------- |
| 1  | 1996年4月24日  | 羅馬尼亞布加勒斯特的特星球場           |            | 1-0  | 5-0  | 友賽                   |
| 2  | 1996年4月24日  | 羅馬尼亞布加勒斯特的特星球場           |            | 2-0  | 5-0  | 友賽                   |
| 3  | 1996年4月24日  | 羅馬尼亞布加勒斯特的特星球場           |            | 3-0  | 5-0  | 友賽                   |
| 4  | 1996年8月31日  | 羅馬尼亞布加勒斯特的特星球場           | 立陶宛     | 1-0  | 3-0  | 1998年世界盃外圍賽     |
| 5  | 1997年3月29日  | 羅馬尼亞布加勒斯特的特星球場           | 列支敦斯登 | 1-0  | 8-0  | 1998年世界盃外圍賽     |
| 6  | 1997年4月2日   | 立陶宛維爾紐斯的加基里斯體育場         | 立陶宛     | 1-0  | 1-0  | 1998年世界盃外圍賽     |
| 7  | 1997年8月20日  | 羅馬尼亞布加勒斯特的特星球場           | 馬其頓     | 1-0  | 4-2  | 1998年世界盃外圍賽     |
| 8  | 1997年8月20日  | 羅馬尼亞布加勒斯特的特星球場           | 匈牙利     | 3-1  | 4-2  | 1998年世界盃外圍賽     |
| 9  | 1997年9月6日   | 列支敦士登埃申的運動場                 | 列支敦斯登 | 1-0  | 8-1  | 1998年世界盃外圍賽     |
| 10 | 1998年4月8日   | 羅馬尼亞布加勒斯特的特星球場           | 希腊       | 1-0  | 2-1  | 友賽                   |
| 11 | 1998年4月22日  | 比利時布魯塞爾的博杜安國王體育場       | 比利时     | 1-0  | 1-1  | 友賽                   |
| 12 | 1998年6月6日   | 羅馬尼亞普洛耶什蒂的伊利耶瓦娜體育場   | 摩尔多瓦   | 4-0  | 5-1  | 友賽                   |
| 13 | 1998年6月22日  | 法國圖盧茲穆尼西帕爾球場               | 英格兰     | 1-0  | 2-1  | 1998年世界盃           |
| 14 | 1998年6月26日  | 法國聖但尼的法蘭西體育場               | 突尼西亞   | 1-1  | 1-1  | 1998年世界盃           |
| 15 | 1998年9月2日   | 羅馬尼亞布加勒斯特的特星球場           | 列支敦斯登 | 6-0  | 7-0  | 2000年歐洲國家盃外圍賽 |
| 16 | 1998年9月5日   | 馬爾他阿塔德的塔加利国家体育场         | 德国       | 1-0  | 1-1  | 友賽                   |
| 17 | 1998年10月14日 | 匈牙利布達佩斯的普斯卡什球場           | 匈牙利     | 1-0  | 1-1  | 2000年歐洲國家盃外圍賽 |
| 18 | 1999年9月4日   | 斯洛伐克布拉迪斯拉發的特哈尼球場       | 斯洛伐克   | 4-1  | 5-1  | 2000年歐洲國家盃外圍賽 |
| 19 | 1999年9月4日   | 斯洛伐克布拉迪斯拉發的特哈尼球場       | 斯洛伐克   | 5-1  | 5-1  | 2000年歐洲國家盃外圍賽 |
| 20 | 2000年5月27日  | 荷蘭阿姆斯特丹的阿姆斯特丹球場         | 荷蘭       | 1-2  | 1-2  | 友賽                   |
| 21 | 2000年6月12日  | 比利時列日的莫里斯·迪弗拉纳体育场      | 德国       | 1-0  | 1-1  | 2000年歐洲國家盃       |
| 22 | 2001年6月6日   | 立陶宛考耶斯的大流士和吉列納斯體育場   | 立陶宛     | 2-0  | 2-1  | 2002年世界盃外圍賽     |
| 23 | 2001年8月15日  | 斯洛文尼亞盧布爾雅那的貝日格拉德體育場 | 斯洛維尼亞 | 2-1  | 2-2  | 友賽                   |
| 24 | 2002年10月16日 | 盧森堡盧森堡市的若西·巴特尔体育场      | 盧森堡     | 1-0  | 7-0  | 2004年歐洲國家盃外圍賽 |
| 25 | 2002年10月16日 | 盧森堡盧森堡市的若西·巴特尔体育场      | 盧森堡     | 2-0  | 7-0  | 2004年歐洲國家盃外圍賽 |

## 領隊
摩杜雲曾擔任烏尼雷亞的運動總監及瓦斯路易的領隊。2009年5月26日，他由於未能帶領球隊取得歐洲賽資格而被解僱，並由助教克里斯蒂安·杜尔卡暫代職務直至新領隊上任。7月28日，意大利領隊尼科洛·拿玻里離開巴索夫，他的職位由摩杜雲所取代，他與會方簽訂兩年合約。